# Votorantim Siderurgia

Votorantim Siderurgia foi uma empresa brasileira do ramo de siderurgia, que foi criada pelo Grupo Votorantim em 2008. No início de 2018, foi comprada pela ArcelorMittal.